# 白岩銚子塚古墳
白岩銚子塚古墳（しろいわちょうしづかこふん）は、埼玉県神川町の白岩古墳群内にある前方後円墳である。
規模は、
- 墳丘長46メートル
- 後円部径28メートル・高さ6.0メートル
- 前方部幅29メートル・高さ3.5メートル

白岩古墳群の中心的な古墳である。1994年(平成2年)の発掘調査では周溝から葺石が確認され、円筒埴輪片と形象埴輪片（馬・ゆぎ）が発掘されている。また周溝の外側1.5メートルから落ち込みが確認されたことから二重周溝をもつ可能性がある。出土した埴輪から6世紀前半から中頃の築造とみられている。